# José Granda Esquivel
Juan José de la Granda y Esquivel, comúnmente llamado José Granda, (Camaná, 26 de marzo de 1835-Lima, 23 de mayo de 1911) fue un ingeniero, científico, matemático y educador peruano. Se dedicó a la investigación y escribió diversos libros de Matemáticas e Historia. Más de cincuenta años de su vida los dedicó a la docencia en diversos planteles públicos y privados. Fue también ministro de Fomento y Obras Públicas (1900). En su memoria, una avenida y un colegio nacional del distrito de San Martín de Porres (Lima), llevan su nombre. Fue abuelo de Chabuca Granda, célebre compositora e intérprete criolla y bisabuelo del doctor Fernando de Trazegnies Granda, Ministro de Relaciones Exteriores del Perú.

## Biografía
Cursó sus primeros estudios en los colegios de los señores Noel y Zapata, considerados entonces como los mejores de Lima. Desde temprana edad mostró un gran talento para las matemáticas, por lo que en 1846, fue enviado a estudiar a Francia, ingresando a un colegio particular de Burdeos. Al año siguiente pasó a Inglaterra, donde siguió estudios en el colegio de Baylis House, cerca de Windsor, adquiriendo los primeros conocimientos de ciencias. En 1849, pasó a España, donde continuó sus estudios de perfeccionamiento en el Real Seminario de Vergara. Debido a sus progresos, en 1851, pasó a París, ingresando a la Escuela Central de Artes y Manufacturas, donde finalmente obtuvo el  título de Ingeniero Civil. Tenía entonces 20 años de edad.
En 1859, el gobierno peruano de Ramón Castilla, decidió fundar la Escuela Normal Central de Lima y mandó una comisión a Europa para contratar profesores. El joven ingeniero Granda se contó entre los elegidos, siendo designado para ejercer la enseñanza de las matemáticas. Fue así como retornó a su patria, desempeñándose en 1860, como director interino de dicha Escuela, por enfermedad de su titular, Miguel Estorch. En ese mismo año contrajo matrimonio con la dama ancashina Teresa de San Bartolomé y Terry, con la que tuvo cinco hijos.
En 1866, fue nombrado catedrático titular de Matemáticas Trascendentales en la Facultad de Ciencias de la Universidad Nacional Mayor de San Marcos de Lima, en donde se graduó de doctor en Ciencias.
Durante la alcaldía de Manuel Pardo en Lima (1869-1871), formó parte de la llamada "Junta de los Cien", siendo designado inspector de instrucción primaria y media (en esa época la educación pública se hallaba a cargo de las municipalidades).
En 1876, fue nombrado miembro del Consejo Superior de Instrucción Pública y profesor especial de la Escuela de Minas. Fue uno de los colaboradores del proyecto de Reglamento General de Instrucción que ese mismo año dio el gobierno de Manuel Pardo (presidente desde 1872).
En febrero de 1877, fundó el Instituto Científico, que se convirtió en uno de los más renombrados planteles de educación secundaria del país y crisol de destacados profesionales.
Durante la Guerra del Pacífico, fue miembro del cuerpo de Ingenieros. Las tropas chilenas ocuparon Lima a principios de 1881 y cometieron diversos actos de pillaje y vandalismo, entre los que se cuentan el saqueo de los locales de la Escuela de Ingenieros y la Facultad de Ciencias de la Universidad de San Marcos, de los que quedaron solo las paredes, siendo convertidos en cuarteles y caballerizas. Fue entonces cuando el ingeniero Granda ofreció el segundo piso de su amplia casa para que allí funcionaran ambas instituciones. Pero hizo aún más: ayudó económicamente y dictó él mismo las clases. Fue debido a esa acción noble y desprendida que la Escuela de Ingenieros no desapareció.
Fue elegido diputado por la provincia de Huari entre 1892 y 1894. Durante el gobierno del ingeniero Eduardo López de Romaña, fue nombrado ministro de Fomento y Obras Públicas, siendo su periodo efímero (de 7 a 30 de agosto de 1900), debido a que el presidente del gabinete, Enrique de la Riva Agüero, perdió la confianza del Senado y se vio obligado a renunciar junto con los otros ministros, entre ellos Granda.
En 1901, fue presidente del Congreso Nacional de Obreros. Entre 1909 y 1910, fue director de la Escuela de Ingenieros del Perú (actual Universidad Nacional de Ingeniería, UNI).
Murió en Lima, en la Calle Belén (actual cuadra 10 del Jirón de la Unión), a los 76 años de edad.

## Obras
Fue autor de diversos libros o manuales para la enseñanza: Aritmética Práctica, Tratado de Aritmética Comercial, Tratado de Aritmética Demostrada Teórica y Práctica, Tratado de Álgebra Elemental, Trigonometría Rectilínea y Esférica, Geometría Plana y del Espacio, Tratado de Geometría Descriptiva, Historia del Perú (según el método Zabá), Diccionario de Historia Universal, Lecciones de Urbanidad y un libro de misa y de oraciones con aprobación eclesiástica.